# Mustoja
Mustoja este o arie protejată (arie specială de conservare — SAC, sit de importanță comunitară — SCI) din Estonia întinsă pe o suprafață de 3.518,1 ha, integral pe uscat.

## Localizare
Centrul sitului Mustoja este situat la coordonatele 57°53′17″N 27°39′28″E / 57.888°N 27.6577°E.

## Înființare
Situl Mustoja a fost declarat sit de importanță comunitară în aprilie 2004 pentru a proteja 2 specii de plante și 1 specie de animale. Situl a fost protejat și ca arie specială de conservare în aprilie 2010.

## Biodiversitate
Situată în ecoregiunea boreală, aria protejată conține 6 habitate naturale: Vegetație psamofilă uscată cu pășuni deschise de Corynephorus și Agrostis, Pajiști uscate europene, Turbării active, Depresiuni pe substraturi de turbă de Rhynchosporion, Taiga vestică, Mlaștini împădurite.
La baza desemnării sitului se află mai multe specii protejate:
- plante (2): Dianthus arenarius subsp. arenarius, dedițelul (Pulsatilla patens)
- amfibieni (1): triton cu creastă (Triturus cristatus)

Pe lângă speciile protejate, pe teritoriul sitului au mai fost identificate 11 specii de plante, 1 specie de păsări.